# Antón Riveiro Coello
Antón Riveiro Coello, nacido en Ginzo de Limia el 28 de agosto de 1964, es un escritor español en lengua gallega.
Cursó estudios de Derecho en la Universidad de Santiago de Compostela. Tocó la guitarra en un grupo de rock, ejerció de vendedor, fue funcionario del Estado, y finalmente de la Junta de Galicia en Boiro.
Colaboró activamente en el proyecto Barbantia.

## Obra

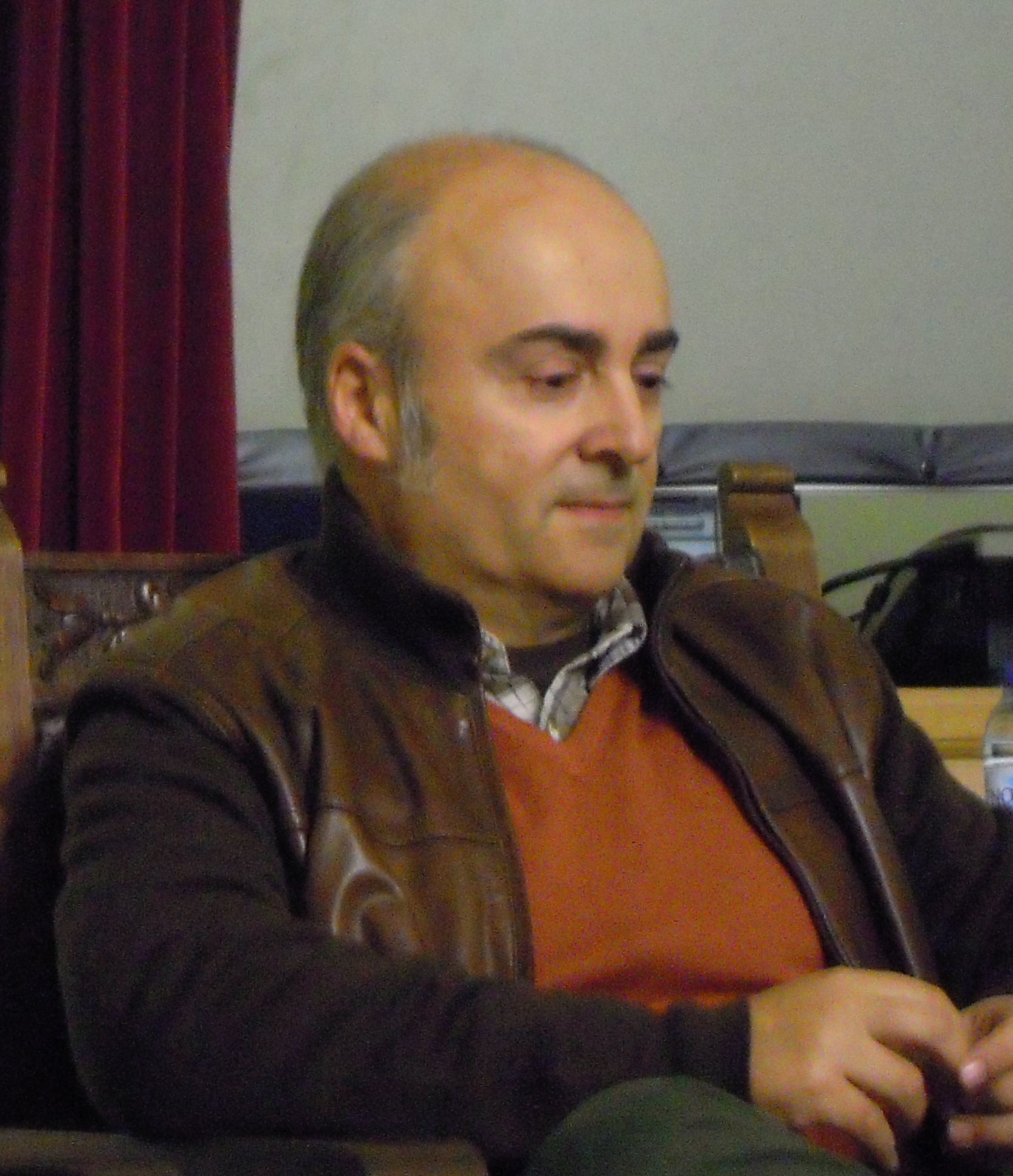

### Narrativa
- Valquiria (1994). Novo Século. Concello de Padrón. IV Premio Literario Camilo José Cela. (En gallego)
- Parque Central e outros relatos (1996). Espiral Maior. 116 págs. ISBN 9788488137883. (En gallego)
- A historia de Chicho Antela (1997). Espiral Maior. 160 págs. ISBN 9788489814332.[4] (En gallego)
- Animalia (1999). Galaxia. 140 págs. (Relatos). ISBN 978-84-8288-362-5. (En gallego)
- A quinta de Saler (1999). Galaxia. 196 págs. ISBN 978-84-8288-935-1. Distribuido por La Voz de Galicia dentro de la Biblioteca 120.[5] (En gallego)
- Los hijos de Bakunin (2008). Ediciones El Andén. 200 págs. Traducción del gallego de Carolina Muñoz Velázquez. ISBN 978-8496929975.[6]
  - As rulas de Bakunin (2000). Galaxia. 260 págs. ISBN 978-84-8288-754-8. (Original en gallego)
  - En portugués As rolas de Bakunine (2006). Deriva. 176 págs. ISBN 9789729250170.
  - En italiano I figli di Bakunin (2009). Edizioni dell Urogallo. 240 págs. ISBN 9788890356339.
- Homónima (2001). Galaxia. 220 págs. ISBN 978-84-9865-299-4.[7] (En gallego)
- A canción de Sálvora (2002). A Nosa Terra. 70 págs. ISBN 978-8496202665. (En gallego)
- A esfinxe de amaranto (2003). Galaxia. 308 págs. ISBN 978-8482886459. (En gallego)
- Casas baratas (2005). Galaxia. 204 págs. ISBN 978-84-8288-754-8. (En gallego)
- Os ollos de K (2007). Galaxia. 284 págs. ISBN 978-84-9865-008-2. (En gallego)
- Sempre en galego (2007). Asociación de Funcionarios para a Normalización Lingüística. Contos de agardar. (En gallego)
- As pantasmas de auga (2010). Bourel. Relatos, con grabados y dibujos originales de Francisco Blanco Alcalde. (En gallego)
- Laura en el desierto (2013). Mar Maior. Traducción del gallego de Xosé Antonio López Silva. 740 págs. ISBN 978-84-9865-500-1.
  - Laura no deserto (2011). Galaxia. 732 págs. (6ª ed. en 2016). ISBN 978-84-9865-395-3.[8] (Original en gallego)

- Acordes náufragos (2013). Galaxia. 144 págs. (9 Relatos). ISBN 978-8498654974. (En gallego)
- Os elefantes de Sokúrov (2015). Galaxia. 412 págs. ISBN 978-84-9865-640-4. (En gallego)
- A ferida do vento (2016). Galaxia. 144 págs. ISBN 978-84-9865-735-7. (En gallego)
- Á sombra dos bonsais (2017). Galaxia. 212 págs. (Relatos). ISBN 978-8491510734. (En gallego)
- O paraíso dos inocentes (2020). Galaxia. 320 págs. (En gallego)
- Días de intemperie (2022). Galaxia. 120 págs. (En gallego)
- Hotel Carioca (2023). Galaxia. 596 págs. (En gallego)

### Ensayo

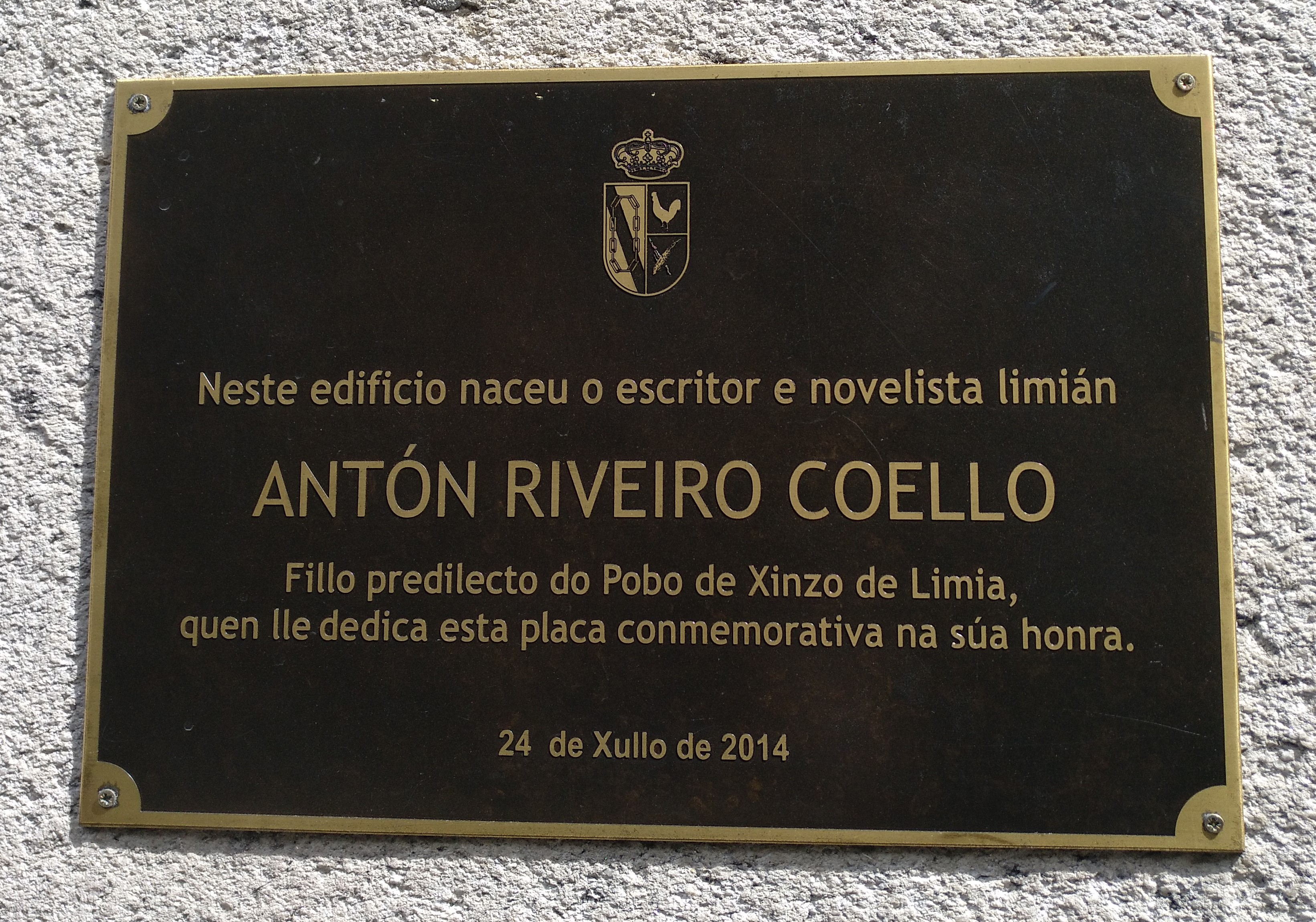
Placa en Ginzo de Limia en la casa natal

- Cartafol do Barbanza (2002). A Nosa Terra. ISBN 978-84-95350-45-9. (En gallego)
- Carlos Casares. O neno que quería xogar co mundo (2017). La Voz de Galicia. ISBN 978-84-9757-313-9. (En gallego)

### Literatura infantojuvenil
- A voz do lago (2007). Galaxia. (En gallego)
- O paso do esquecemento (2011). Centro de Cultura Popular do Limia. (En gallego)

### Poesía
- Limaiaé (2005). Centro de Cultura Popular do Limia. (En gallego)

## Menciones y premios
Fue presidente fundador de la Asociación Cultural Barbantia, Hijo predilecto del Ayuntamiento Ginzo de Limia, Hijo adoptivo del Ayuntamiento de Baltar, así como Juez Honorario del Couto Mixto.
- Accésit en el Certamen Modesto R. Figueiredo en 1991, por La musa itinerante.[11] 1º premio y accésit en 1995, por Bruca Manigua y A morte esquecida, respectivamente. 1º premio en 1997, por Setetraxes.
- Premio Camilo José Cela de narrativa en 1993, por Valquiria.
- Ganador del Certamen Manuel Murguía de narraciones breves en 1996, por O nome no espello.
- Accésit del Premio García Barros en 1997, por A historia de Chicho Antela.
- Premio Café Dublín de narrativa en 1998, por Animalia.[12]
- Finalista del Premio Torrente Ballester en 1998, por A quinta de Saler.
- Premio Álvaro Cunqueiro de Narrativa en 1999, por Homónima.
- Premio García Barros de Novela en 2000, por As rulas de Bakunin.
- Finalista del Premio Novela Europea Casino de Santiago en 2008, por Os ollos de K.
- Premio de la Crítica Española 2011, por Laura no deserto. Y por la misma obra: Premio de narrativa de la Asociación de Escritores en Lengua Gallega en 2012 y Finalista del Premio Novela Europea Casino de Santiago en 2012. Además: Premio Fray Martín Sarmiento en la 6ª categoría: adultos, en 2013 (por la misma) y en 2017 por A ferida do vento.
- Premio Fervenzas Literarias al mejor libro de narrativa del 2015, por Os elefantes de Sokúrov y en 2016  por A ferida do vento.
- Premio Torrente Ballester de Narrativa en 2019, por O paraíso dos inocentes.
- Premio Álvaro Cunqueiro de Novela en 2022, por Hotel Carioca.
- Premio San Clemente de Novela en 2024, por Hotel Carioca.

Ha sido galardonado también con otros premios como el Castelao de Narrativa, Breogán de Cuentos, Premio Ourense de Cuentos etc.